# Kepler-442b
Kepler-442b (auch KOI-4742.01) ist ein bestätigter und nahezu erdgroßer Exoplanet, sehr wahrscheinlich ein Gesteinsplanet, der den K-Stern Kepler-442 im Sternbild Leier in dessen habitabler Zone umkreist. Der Planet wurde durch das Weltraumteleskop Kepler der NASA mit Hilfe der Transitmethode entdeckt, wobei die geringfügige Verfinsterung des Sterns beim Vorüberziehen des Planeten gemessen wird. Die NASA gab die Bestätigung des Exoplaneten am 6. Januar 2015 bekannt.

## Bestätigter Exoplanet
Kepler-442b ist ein Exoplanet mit einem Radius von 1,34 Erdradien und einer Masse, die dem 2,36-Fachen der Erdmasse entspricht. Der Planet umkreist Kepler-442, einen orange leuchtenden Stern der Spektralklasse K, in 112,3 Tagen.

## Bewohnbarkeit
Der Planet befindet sich in der habitablen Zone von Kepler-442, wo flüssiges Wasser auf seiner Oberfläche existieren könnte. Bei der Bekanntgabe seiner Entdeckung wurde Kepler-442b als einer der am meisten erdähnlichen Planeten bezeichnet, in Bezug auf seine Größe und Temperatur, die bis dahin gefunden worden sind.

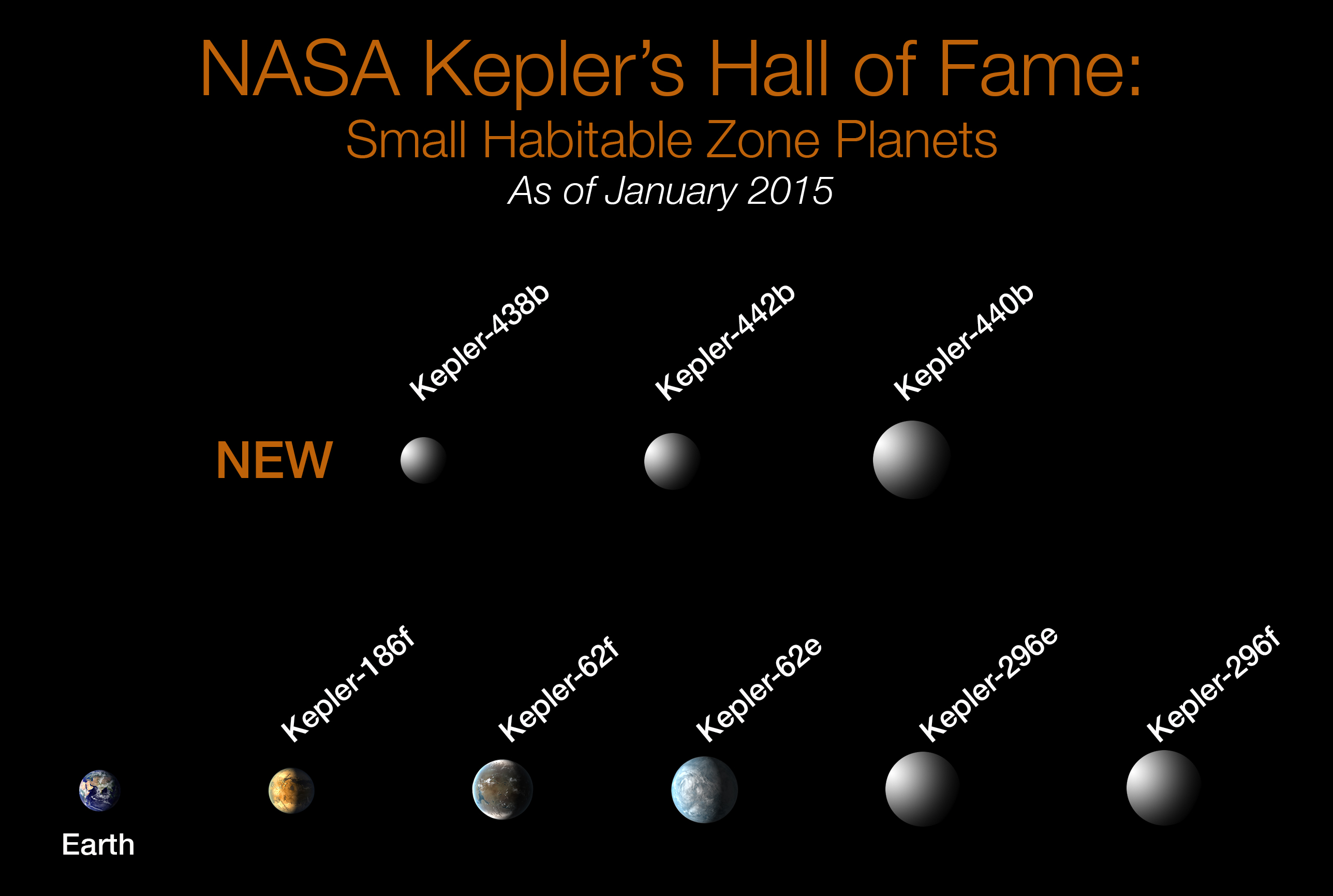
Durch Kepler entdeckte und bestätigte kleine Exoplaneten in habitablen Zonen (Stand: Januar 2015)